# Isa Kremer
Isabelle Yakovlevna Kremer, in russo Изабе́лла Я́ковлевна Кре́мер, (Bălți, 21 ottobre 1887 – Córdoba, 7 luglio 1956), è stata un soprano russa di discendenza ebraica, che in varie epoche della sua vita ha avuto la cittadinanza in Russia, negli Stati Uniti e in Argentina. Inizialmente attirò l'attenzione da adolescente per la sua poesia rivoluzionaria che fu pubblicata su un quotidiano di Odessa. Iniziò la sua carriera professionale come cantante d'opera in Europa durante il secondo decennio del XX secolo. Al momento del suo trasferimento negli Stati Uniti nel 1924, aveva abbandonato la carriera lirica per esibirsi nei recital come concertista solista.

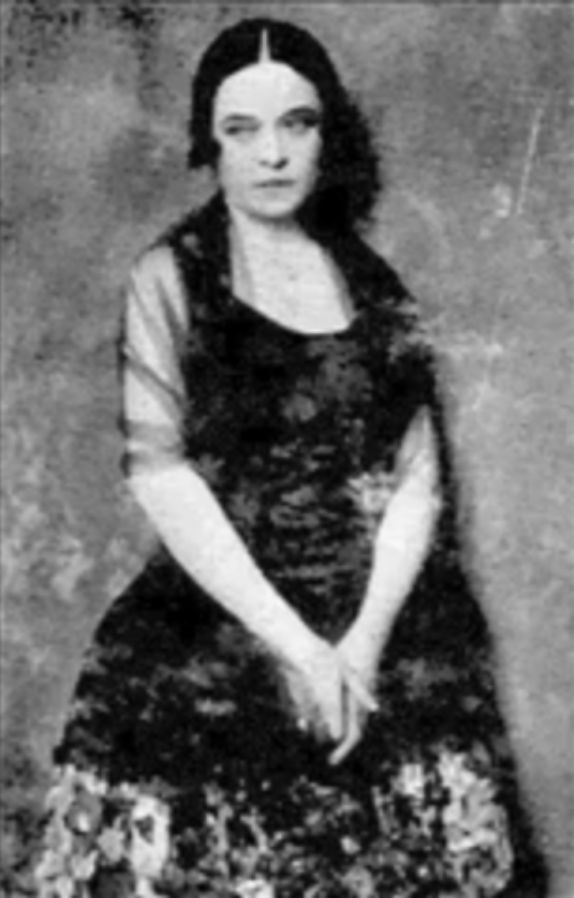
Una giovane Isa Kremer

Come cantante da concerto, la Kremer non cantava solo opere del repertorio classico, ma eseguiva anche musica folk di una varietà di paesi e in molte lingue. È stata forse la prima donna a cantare canzoni yiddish su un palcoscenico. Nel 1927 iniziò a esibirsi come artista di vaudeville continuando a lavorare attivamente come concertista. Nel 1938 si trasferì in Argentina dove visse gli ultimi 18 anni della sua vita. Nel 2000 la sua vita fu oggetto di un documentario televisivo intitolato Isa Kremer: The People's Diva realizzato per The Jewish Channel.

## I primi anni e la carriera in Europa
Isa Kremer nacque da genitori ebrei nella città di Bălți, che faceva parte del territorio conosciuto come Bessarabia sotto il dominio imperiale russo. Suo padre, Jacob Kremer, era capo degli approvvigionbamenti nell'esercito dello zar Nicola II. Sua madre, Anna Kremer (nata Rosenbluth), era una amante della musica e trasmise quell'amore a sua figlia. La famiglia faceva parte della classe borghese e Isa fu allevata sotto la custodia di una governante e frequentava una scuola privata gestita dalla Chiesa ortodossa russa. La famiglia si trasferì a Odessa quando Isa aveva 12 anni.
Da adolescente la Kremer iniziò come poetessa, scrivendo poesie rivoluzionarie per un giornale di Odessa. L'editore del giornale, Israel Heifetz, si interessò a Isa e le fornì i fondi per proseguire gli studi nell'opera con Pollione Ronzi a Milano dal 1902 al 1911. Fu costretta a smettere di studiare e iniziare a lavorare come concertista quando gli affari di suo padre fallirono; sua madre venne da lei in Italia e lei mantenne entrambe. Debuttò nell'opera come professionista nel 1911 al Teatro Ponchielli di Cremona come Mimì ne La bohème di Giacomo Puccini, insieme a Tito Schipa come Rodolfo. In seguito fu attiva come artista principale al Teatro Mariinskij (allora noto come l'Opera di Pietrogrado) a San Pietroburgo, dove recitò in diverse operette e fu ascoltata in vari brani del repertorio concertistico. Alcuni dei ruoli che cantava erano Dolly in Endlich allein di Franz Lehár, Elvira in Die ideale Gattin di Lehar, Helen in Polská krev di Oskar Nedbal e Laura in Der Bettelstudent di Karl Millöcker. In seguito lavorò al Teatro Bolshoi di Mosca nel 1915.
Nel 1914, Isa tornò a Odessa e per due anni cantò al Teatro dell'Opera e del Balletto di Odessa; tra i vari ruoli che interpretò c'erano Mimì e Violetta ne La traviata di Giuseppe Verdi. "Fu lì che scoprì per la prima volta che il suo talento canoro non era più adatto alle arie e si rivolse alla musica folk in yiddish e in altre lingue". Divenne molto attiva nei circoli intellettuali e in particolare divenne amica di Sholem Aleichem, Hayim Nahman Bialik, Mendele Mocher Sforim, e Mark Warshawski. Fu Bialik a ispirarla a iniziare a collezionare musica yiddish e ad inserirla nei suoi concerti. Fino a quel momento, la musica yiddish in concerto era stata eseguita esclusivamente da uomini, solitamente hazzan. Diede il suo primo concerto folk a Mosca e fu un grande successo; da Mosca si recò in Turchia e in seguito viaggiò in Polonia, Germania, Francia, Inghilterra e in altri posti.
Sposò l'israeliano Heifetz, ebreo russo redattore di Odessa News, che aveva 27 anni più di lei. Dal loro matrimonio nacque una figlia, Toussia, nel 1917. Nel 1922, Isa arrivò in America, dove i suoi concerti ottennero un grande successo. M. Osherovitsh scrisse: "Ascoltare Isa Kremer cantare canzoni popolari yiddish è un must per l'intellighenzia ebraica."
Mentre Odessa era la sua sede permanente, la Kremer si esibiva attivamente come artista ospite in tutta Europa in concerti, operette e opere durante il secondo decennio del XX secolo. Tra i ruoli nel suo repertorio teatrale figurano Tatyana in Eugene Onegin di Pyotr Ilyich Tchaikovsky e le protagoniste in Manon di Jules Massenet e Madama Butterfly di Giacomo Puccini. Durante una tournée a Costantinopoli nel 1917, avvenne la rivoluzione russa che si rivelò una disgrazia per la Kremer e la sua famiglia che erano noti sostenitori di Alexander Kerensky. La proprietà della famiglia a Odessa fu confiscata, Heifetz fu imprigionato e alla figlia, alla governante e ai genitori della Kremer fu proibito di lasciare la città. Isa poté finalmente portare la sua famiglia fuori dalla città in Polonia nel 1919. L'anno seguente riuscì a corrompere i funzionari della città per liberare il marito dal carcere. Mentre questo dramma familiare era in corso, realizzò diverse registrazioni a Costantinopoli per l'etichetta Orfeon tra il 1918 e il 1920.
Dopo che Isa Kremer e la sua famiglia si furono tutti riuniti in Polonia nel 1920, la famiglia visse brevemente a Berlino, ma alla fine si stabilì a Parigi, in Francia. Poco dopo, la Kremer si separò da suo marito. Più tardi Heifetz morì mentre era prigioniero nel campo di concentramento nazista di Fort Breendonk durante la seconda guerra mondiale. Nel 1922, la Kremer fece un tour di concerti in Polonia che includeva spettacoli di canzoni ebraiche. Un anno dopo raccontò a Jessie Abrams di The Canadian Jewish Chronicle che al suo arrivo a Varsavia il suo concerto in programma aveva scatenato una rivolta antisemita fuori dalla Philharmonic Concert Hall. La rivolta, disse in seguito, e altre esperienze di antisemitismo in Europa, la spinsero a trasferirsi negli Stati Uniti.

## Vita e carriera negli Stati Uniti
Isa Kremer venne per la prima volta negli Stati Uniti nell'autunno del 1922; arrivò a New York dove firmò un contratto con il direttore artistico Sol Hurok. Fece il suo applauditissimo debutto concertistico americano alla Carnegie Hall il 29 ottobre 1922. Alla fine si trasferì negli Stati Uniti con la figlia e i genitori nel 1924, diventando cittadina degli Stati Uniti. Apparve regolarmente in concerto a New York alla Carnegie Hall e al Manhattan Opera House nei due decenni successivi, facendo la sua apparizione finale a New York il 3 dicembre 1950 alla Carnegie Hall. Era conosciuta negli Stati Uniti soprattutto come cantante folk, per l'esecuzione di canzoni popolari in inglese, francese, tedesco, italiano, polacco, russo e yiddish. Il 27 settembre 1927 fece il suo debutto nel vaudeville al Palace Theatre. Nello stesso anno realizzò alcuni film parlati per la Vitaphone. In seguito recitò in un musical in un teatro sulla Second Avenue nel distretto dei teatri Yiddish nel 1930 di fronte a Seymour Rechzeit, intitolato The Song of the Ghetto. Una delle canzoni del musical, Mayn shtetele Belz, era stata scritta per lei dal compositore ebreo americano Alexander Olshanetsky. La canzone parlava della sua città natale e divenne piuttosto famosa. Realizzò anche registrazioni negli Stati Uniti con la Brunswick Records e la Columbia Records.
Mentre viveva negli Stati Uniti, Isa continuò a fare tournée in tutto il mondo durante gli anni '20 e '30. Fece tournée negli Stati Uniti, in Canada, in Europa, in Africa, in Palestina e in America Latina. In molte occasioni, si scontrava con l'antisemitismo, ma nonostante ciò continuò a includere canzoni ebraiche in quasi tutti i suoi concerti. In particolare insistette per includere canzoni yiddish nei suoi concerti al Jüdischer Kulturbund di Berlino, un'istituzione creata con il consenso dei nazisti allo scopo di presentare spettacoli per la popolazione ebraica dopo che gli artisti ebrei non erano più disponibili nei "teatri ariani". Nel 1931 fu pubblicato da Chappell & Co. a Londra un libro di ventiquattro canzoni popolari yiddish intitolato alla popolare serie di concerti della Kremer, A Jewish Life in Song.

## Gli ultimi anni in Argentina
Nel 1938 Isa emigrò in Argentina. Lì incontrò lo stimato psichiatra Dott. Gregorio Bermann che era titolare di uno studio medico di grande successo a Buenos Aires. La coppia visse insieme in Argentina fino alla morte per cancro allo stomaco di Isa all'età di 69 anni a Córdoba, in Argentina nel 1956. Sua figlia, Toussia, rimase negli Stati Uniti, sposando il dott. Kermit Pines del New Jersey.
In Argentina, Isa soffrì per molti problemi. Bermann era un socialista, vicino al partito comunista e sia il marito che la moglie furono inseriti nella lista nera dal dittatore Juan Perón. Di conseguenza, vissero gravi difficoltà finanziarie e molestie politiche negli anni '40 e '50. Molti dei suoi concerti in quel paese in quegli anni erano per beneficenza, per aiutare le vittime naziste o gli operai in sciopero. Molti di questi concerti furono dati in collaborazione con la scrittrice spagnola in esilio María Teresa León. Dopo la sua morte, i suoi archivi sono stati donati all'Instituto Judio de Investigaciones di Buenos Aires. Includono il suo vasto repertorio concertistico di musica popolare, che comprende opere per un totale di 24 lingue.